# Yale University Press
Видавництво Єльського університету (англ. Yale University Press) засноване 1908 року . Офіційно стало одним з департаментів Єльського університету у 1961 році, залишаючись при цьому фінансово незалежним. 
Редакція видавництва знаходиться у Нью-Хейвені (Коннектикут); є філія у Лондоні. Це одне з небагатьох американських університетських видавництв, що мають відділення у Британії. Цією філією видається майже третина книжок, що виходять у видавництві.
Станом на 2009 рік видавництво щороку публікує близько 300 нових найменувань книжок у твердій палітурці та близько 150 у м’якій. Загальний асортимент книг видавництва у друку становить порядку 6000 найменувань. Найбільшою відомістю користуються публікації з мистецтва та архітектури; це одне з провідних видавництв у цій галузі . Видаються також книжки з політології, філософії, історії, біблеїстики, художня література.
Книги видавництва Єльського університету неодноразово нагороджувались різними униговидавницькими преміями та призами, в тому числі вісьмома Пулітцерівськими преміями .